# Piemontesiska

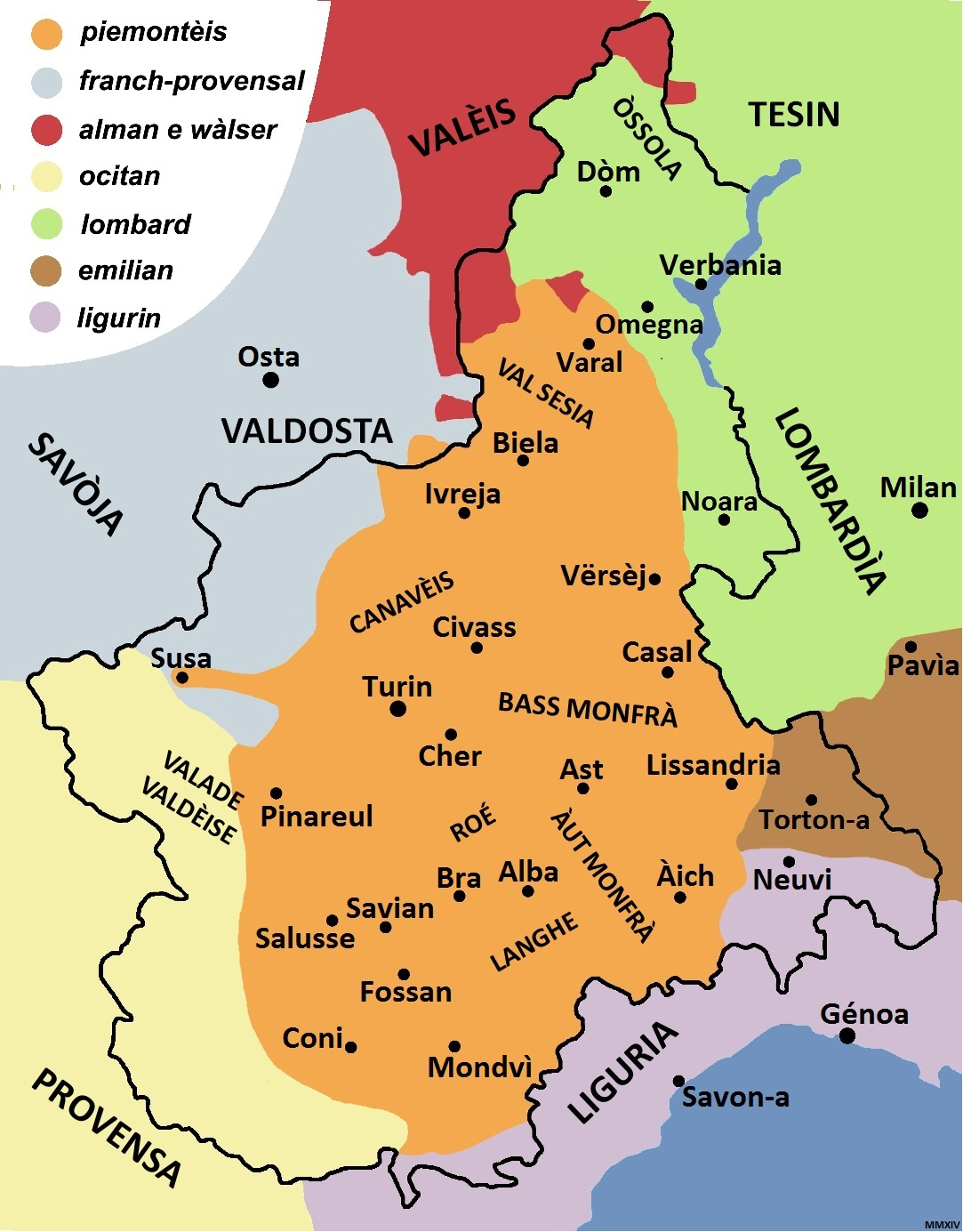
Piemontesiskans utbredning (orange) i norra Italien.

Piemontesiska är ett språk som talas i Piemonte i nordvästra Italien. Språket talas av två miljoner och förstås av tre miljoner personer.
Språket skiljer sig tillräckligt mycket från vanlig italienska för att betraktas som eget språk. Det finns tydliga influenser från franska. Alla talare är tvåspråkiga med italienska.